# ژو می
ژو می (چینی: 周覓؛ زادهٔ ۱۹ آوریل ۱۹۸۶) خواننده و انترتینر چینی است که در کره جنوبی و چین زیر نظر اس‌ام و بی‌مون مشغول فعالیت است. او در سال ۲۰۰۸ به عنوان عضوی از گروه پسرانه سوپر جونیور فعالیتش را آغاز کرد و بعداً عضو گروه پروژه اس‌ام انترتینمنت به نام اس‌ام د بالاد شد. در کنار فعالیت‌های گروهی، او همچنین در ورایتی شوها، برنامه‌های رادیویی و درام‌ها نیز حضور دارد. او در سال ۲۰۱۴ با انتشار نخستین ئی‌پی خود با نام ریوایند فعالیت انفرادی را آغاز کرد. در سال ۲۰۱۶، او برای فعالیت‌هایش در چین، آژانس شخصی خود یعنی ژو می استودیو را تأسیس کرد.

## اوایل زندگی
ژو می‌زادهٔ ۱۹ آوریل ۱۹۸۶ در ووهان، استان هوبئی، چین است. ژومی تنها فرزند خانواده بود و از همان کودکی به موسیقی علاقمند بود.